# Lissel Byrtjärnen
Lissel Byrtjärnen är en sjö i Gagnefs kommun i Dalarna och ingår i Dalälvens huvudavrinningsområde. I sjön finns abborre och kanske regnbåge – utplantering upphörde 2008.